# Jiutai
Jiutai, tidigare känt som Siakiutai, är ett stadsdistrikt i provinshuvudstaden Changchun i Jilin-provinsen i nordöstra Kina.